# Новозалісся
Новозалі́сся — село в Україні, у П'ятихатській міській громаді Кам'янського району Дніпропетровської області.
Населення — 306 мешканців.

## Географія
Село Новозалісся знаходиться на відстані 1 км від сіл Жовтоолександрівка і Садове (нежиле), за 2 км від села Пальмирівка. По селу протікає висихний струмок з загатою.

## Населення

### Мова
Розподіл населення за рідною мовою за даними перепису 2001 року:
| Мова            | Відсоток |
| --------------- | -------- |
| українська      | 92,8 %   |
| російська       | 6,9 %    |
| інші/не вказали | 0,3 %    |

## Економіка
- Молочнотоварна ферма.

## Інтернет-посилання
- Погода в селі Новозалісся [Архівовано 20 грудня 2011 у Wayback Machine.]

1. ↑  Рідні мови в об'єднаних територіальних громадах України — Український центр суспільних даних